# Résidence Brand Whitlock
La résidence Brand Whitlock est un immeuble moderniste construit entre 1950 et 1952 à Bruxelles. Il a été conçu par l'architecte Josse Franssen pour l'entrepreneur Henri Ruttiens.

## Localisation
L'immeuble à appartements appelé "Résidence Brand Whitlock" est situé au numéro 77 du Boulevard Whitlock, dans la commune de Woluwé-Saint-Lambert, à Bruxelles. Il est perçu comme l'un des plus agréables immeubles à appartements de la ville . Il est situé à côté de l'école du Sacré-Cœur de Linthout ainsi qu'à proximité de l'église Saint-Henri, deux ensembles importants dans le paysage urbain de Woluwé-Saint-Lambert.

## Histoire
L'entrepreneur Henri Ruttiens commande les plans de cet immeuble à l'architecte Josse Franssen, en 1950. Après avoir obtenu l'accord de l'Administration de l'Urbanisme de Woluwé-Saint-Lambert, les travaux commencent en février 1951 et se terminent en avril 1952. Le bâtiment remplace une villa à trois façades, construite sur la parcelle avant 1914 . L'immeuble est constitué de cinq étages formant un volume presque cubique déposé sur un soubassement composé de trois niveaux (rez-de-chaussée, entre-sol et caves). 
L'immeuble est situé à l'angle de deux axes : le Boulevard Brand Whitlock et l'Avenue Albert-Elisabeth. Cette disposition permit à l'architecte de créer des appartements spacieux et lumineux, bénéficiant d'orientations diverses. Le travail de Josse Franssen est très complet car il intègre dans ce bâtiment toutes les demandes liées au programme, une composition harmonieuse mais aussi la rationalité qui caractérise son travail . 
A la fin de la construction, une œuvre d'art d'Oscar De Clerck fut ajoutée au soubassement du bâtiment. 

## Architecture
Les plans établis par l'architecte illustrent bien les idées du Mouvement Moderne, mouvement architectural dont Josse Franssen faisait partie. 

### Les plans
La caractéristique principale des plans établis par Josse Franssen est la flexibilité qu'ils présentent, les pièces sont disposées de manière à permettre des variantes répondant à des programmes différents. 
Les pièces de séjour dégagent une impression d'espace grâce aux larges baies vitrées. 
Au rez-de-chaussée, les plans montrent des bureaux donnant sur l’Avenue Albert-Elisabeth, une conciergerie vers le Boulevard Brand Whitlock et trois chambres destinées au personnel à l’arrière, donnant sur la cour. Deux appartements sont prévus à chaque étage, sauf au troisième étage où il n'y en a qu'un, double en superficie. La circulation des copropriétaires est conçue séparément de celle des sujets et fournisseurs, avec cependant un ascenseur commun aux deux circuits.  

### Les façades
La Résidence Brand Whitlock possède deux façades à rue et deux façades mitoyennes donnant en partie sur l'intérieur de l'îlot. Le bâtiment est composé d'un soubassement de deux niveaux surmonté d'un volume de cinq étages, ainsi que d'un sous-sol où se trouvent les caves. Chaque façade est composée de quatre travées, dont trois en ressaut par rapport au soubassement. 
L'architecte crée un rythme dans ces deux façades grâce à deux travées de loggias, qui permettent une alternance de pleins et de vides.  
L'ossature de béton armé, primitivement destinée à être laissée brute de manière à laisser apparente la matière constitutive, fut enduite pour des raisons de facilité. Les allèges sont en béton de silex lavé.  
Les loggias étaient à l'origine peintes en bleu soutenu et agrémentées de bacs à fleurs en béton, ce qui ajoutait une touche un peu fantaisiste au bâtiment, sinon très conforme au Modernisme et au Fonctionnalisme (architecture) assez strictes . 
Le niveau comprenant l'entresol et rez-de-chaussée est parementé de pierre bleue taillée à la pointe. Le perron avec la porte d’entrée principale, donnant sur le boulevard, est accentué par un auvent en béton armé tenant sur un seul pilier, qui surplombe un escalier en éventail de même forme.

### L'œuvre d'art
Oscar De Clerck, artiste sculpteur cubiste belge, a créé ici un bas-relief en pierre bleue, représentant un cheval ailé, qui s'intègre au soubassement de l'édifice, fait de petit granit.  

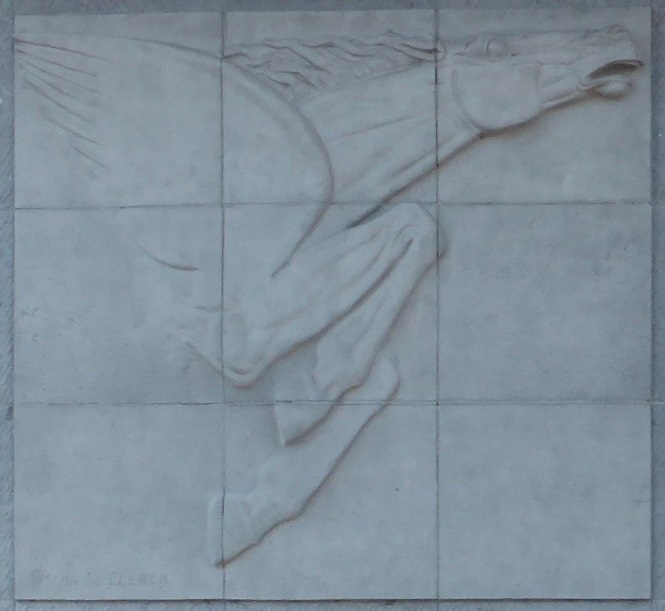
Cheval ailé œuvre du sculpteur belge Oscar de Clerck